# Ľubochnianske sedlo
Ľubochnianske sedlo 762 m n. m. je výrazné sedlo v severní časti Velké Fatry. Nachází se mezi Ľubochnianskou dolinou a Krpeľany a odděluje masív Kopy a Tlstého dielu (990 m n. m.).
V minulosti vedla sedlem důležitá spojovací cesta mezi Turcem a Liptovem.

## Přístup
- po  červené turistické značce č. 0870 (Velkofatranská magistrála) z Vyšného Rudna
- po  červené turistické značce č. 0870 (Velkofatranská magistrála) z Kopy
- po  modré turistické značce č. 2722 z Ľubochně
- po  modré turistické značce č. 2722 z Krpelian